# 615

## Esdeveniments
- 10 d'octubre, Roma: Deodat I succeeix Bonifaci IV com a papa.
- Regne de Toledo: El rei Sisebut arrabassa als romans d'Orient les places de Màlaga, Ceuta i Tànger.
- Ravenna, Exarcat de Ravenna: Per la mort de Joan I Lemigi, Eleuteri és nomenat exarca.
- Província romana d'Egipte: Els perses sassànides segueixen la seva expansió i conquereixen la regió als romans d'Orient.
- La Meca, Aràbia: Comença la persecució contra els seguidors de Mahoma, dirigida per Abu-Jahl.
- Toledo, Regne de Toledo: Eladi és investit bisbe de la ciutat.
- Split, Dalmàcia: La ciutat es crea per la reconversió forçosa, per encabir els refugiats de la veïna Salona, del que havia estat el Palau de Dioclecià.
- Dubrovnik, Dalmàcia: La ciutat és fundada per la fusió de dues poblacions, una d'origen romà i una d'eslava.

## Naixements
- Austràsia: Leodegari, bisbe d'Autun. (m. 678)

## Necrològiques
- 8 de maig, Roma, Exarcat de Ravenna: Bonifaci IV, papa.
- 23 de novembre, Bobbio, Exarcat de Ravenna: Columbà, monjo fundador.
- Ravenna, Exarcat de Ravenna: Joan I Lemigi, exarca de la regió en una revolta.